# CAGE FORCE 08
CAGE FORCE 08（ケージ・フォース・エイト）は、日本の総合格闘技団体「CAGE FORCE」の大会の一つ。2008年9月27日、東京都江東区有明のディファ有明で開催された。

## 大会概要
初代CAGE FORCEフェザー級王座決定トーナメント準決勝2試合、初代CAGE FORCEバンタム級王座決定トーナメント準決勝1試合が行われた。
予定されていたバンタム級王座決定トーナメント準決勝水垣偉弥 vs. 中原太陽戦は中原の負傷により11月8日のCAGE FORCE EX -eastern bound-への延期が発表され、水垣はワンマッチで遠藤大翼と対戦した。延期となったカードは中原の怪我が回復せずトーナメント棄権、水垣の不戦勝となった。
大会中に女子ケージ大会VALKYRIEの旗揚げが発表され、プロデューサーに就任した茂木康子が挨拶を行った。

## 試合結果

### プレリミナリー・ファイト
第1試合 ライト級 3分3R
△  好川統 vs.  小倉健市 △
3R終了 判定0-0
第2試合 フェザー級 3分3R
○  長谷川雅彬 vs.  宮路智之 ×
3R 2:55 腕ひしぎ十字固め
第3試合 ライト級 3分3R
○  市川真祥 vs.  安藤晃司 ×
失格（試合前のドクターチェックで安藤にドクターストップ）

### 本戦カード
第1試合 ライト級 3分3R
○  星野大介 vs.  太田純一 ×
3R終了 判定3-0
第2試合 バンタム級 3分3R
○  根津優太 vs.  田口亮 ×
3R 0:36 KO（右ローキック）
第3試合 ウェルター級 3分3R
○  大宮ハント vs.  瀬戸哲男 ×
1R TKO（ドクターストップ：額カット）
第4試合 フェザー級 5分3R
△  美木航 vs.  堀友彦 △
3R終了 判定0-0
第5試合 バンタム級 5分3R
○  水垣偉弥 vs.  遠藤大翼 ×
1R 4:34 チョークスリーパー
第6試合 ライト級 5分3R
○  児山佳宏 vs.  カン・ボムチャン ×
1R 3:25 TKO（レフェリーストップ：パウンド）
第7試合 バンタム級王座決定トーナメント 準決勝 5分3R
○  大石真丈 vs.  徹肌ィ郎 ×
3R終了 判定3-0
※大石が決勝進出。
第8試合 フェザー級王座決定トーナメント 準決勝 5分3R
○  ウィッキー聡生 vs.  孫煌進 ×
3R終了 判定3-0
※ウィッキーが決勝進出。
第9試合 フェザー級王座決定トーナメント 準決勝 5分3R
○  星野勇二 vs.  山崎剛 ×
3R 3:23 チキンウィングアームロック
※星野が決勝進出。